# 津軽鉄道
津軽鉄道株式会社（つがるてつどう）は、青森県津軽地方に鉄道路線を持つ鉄道事業者である。津鉄（つてつ）とも呼ばれる。本社所在地は五所川原市字大町39（津軽五所川原駅前）。地元農協や沿線住民が株主となっている。
営業キロ20.7kmの津軽鉄道線を経営する。また、増収策副業として弁当、どら焼き、ポテトチップスなどの加工食品を販売している。1934年から1955年まではバス事業も営んでいた。五所川原市のタクシー会社「津鉄観光」は、津軽鉄道の子会社であったが、のちに資本関係を解消した。津鉄観光の本社は津軽鉄道本社社屋内にあったが、2007年12月に市内の同業他社である「相互タクシー」と統合し、新会社の五所川原交通に営業譲渡されている。

## 歴史
JR五能線の前身である川部駅 - 五所川原駅間を運営していた陸奥鉄道が国有化されると、その買収額として陸奥鉄道設立時の出資額の倍の金額を受けた株主たちは、津軽における次の鉄道として、五所川原 - 中里間の鉄道を計画し、その建設・経営のため津軽鉄道が設立された。1930年7月五所川原 - 中里間が開通したが、昭和金融恐慌の影響もあり経営は思わしくなかった。そのため乗合自動車業に進出して、1934年の金木自動車合資会社を振り出しに、近隣の乗合自動車会社の路線買収に乗り出し、路線を広げていった。戦時体制がすすむと交通業の合同化が推進され、西北津軽郡の乗合自動車路線のほとんどを手中に収め、1943年度には収入の4割が乗合自動車の運賃収入となった。
- 1927年（昭和2年）
  - 6月28日 - 創立協議会。
  - 7月4日 - 会社設立発起人会開催。
- 1928年（昭和3年）
  - 2月13日 - 鉄道敷設免許。
  - 2月24日 - 設立[7]（資本金100万円）。
  - 11月10日 - 工事着工。
- 1930年（昭和5年）
  - 7月15日 - 五所川原（現在の津軽五所川原） - 金木間 (12.8km) が開業。
  - 10月4日 - 金木 - 大沢内間 (4.9km) が開業。
  - 11月13日 - 大沢内 - 中里（現在の津軽中里）間 (3.0km) が開業し、全線 (20.7km) 開通。
- 1931年（昭和6年）7月5日 - 全線開通記念式典挙行。
- 1934年（昭和9年）10月6日[要検証 – ノート] - 金木自動車合資会社[8]保有の路線（金木-中里間）を買収し乗合自動車業を開始。
- 1936年（昭和11年）4月 - 渋谷文男経営陸奥自動車商会[9]を買収[10]
- 1955年（昭和30年）
  - 2月 - バス譲渡予備交渉開始（3日:弘南バス、翌4日:弘前電鉄〈弘南鉄道大鰐線の前身〉）。
  - 3月28日 - バス事業を弘南バスに譲渡。

## イベント列車
- ストーブ列車 期間12月1日 - 3月31日
  - 冬季には客車内にダルマストーブを設置した列車が運行される。
  - 2007年12月1日より、ストーブ列車維持を目的として「ストーブ列車料金」を新設した。ストーブ車両に乗車するには運賃に加えてストーブ列車料金1000円[11]が必要となる。一般利用者のために、ストーブ列車料金不要のディーゼル車両が津軽五所川原寄りに連結されるようになった。
  - 1999年から毎年8月の五所川原立佞武多の時期には「真夏のストーブ列車」も運行されている。
- 芦野公園さくらまつり 期間4月29日 - 5月5日
- 風鈴列車 期間7月1日 - 8月31日
- 鈴虫列車 期間9月1日 - 10月中旬
  - 車内にスズムシが入った虫かごが置かれ、スズムシの鳴き声が聞ける列車[12]。
- 太宰列車 期間6月 - 9月頃
  - 車内に太宰治の作品の一節などを展示した列車[13][14]。

これ以外でも、期間限定のイベント列車が運行される場合がある。

## 路線
詳細は以下の項目を参照。
- 津軽鉄道線 津軽五所川原駅 - 津軽中里駅 20.7km

## 車両

### 現有車両

#### 気動車

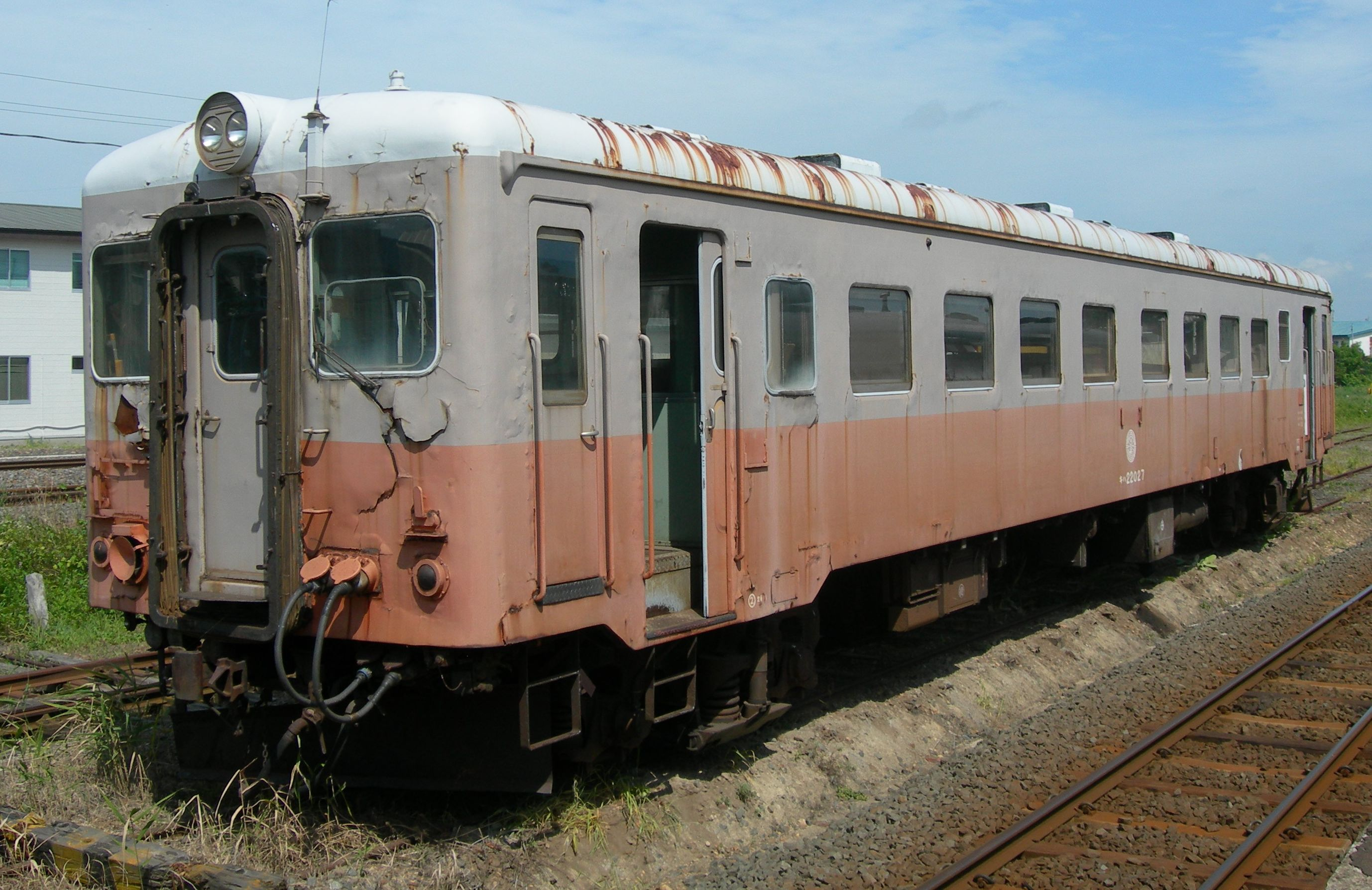
キハ22027

津軽21形（21-101 - 21-105）
新潟鐵工所NDCシリーズの18 m級気動車。エンジンはDMF13HZ(330 PS/2000 rpm)を1基搭載している。沿線出身の作家である太宰治の作品から「走れメロス」の愛称がつけられている。1996年11月に津軽鉄道全通66周年の際に21-101・102の2両が新造されたのち、2000年2月に103 - 105の3両が増備され、5両が在籍している。

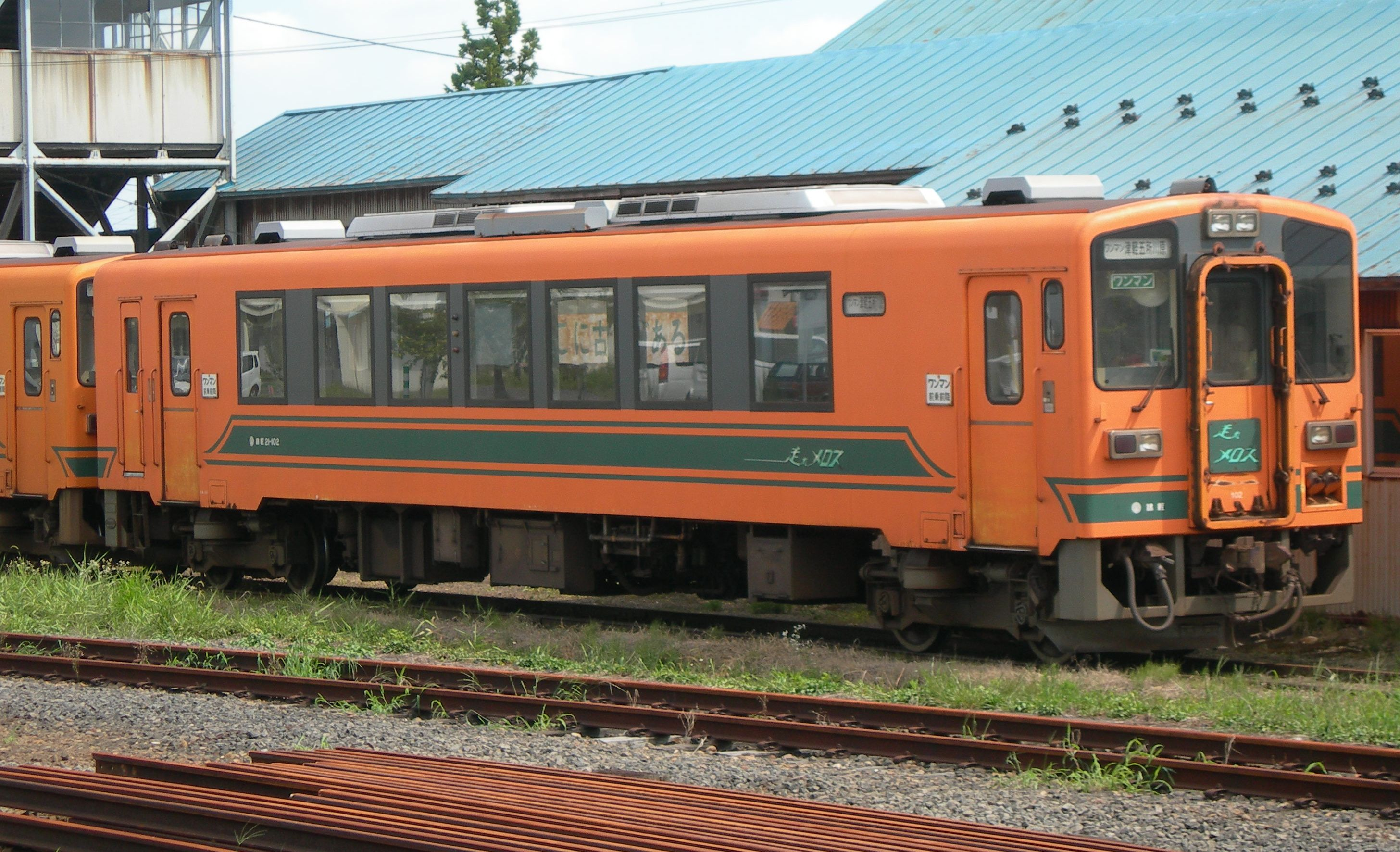
津軽21形

#### ディーゼル機関車
DD350形（DD351・DD352）
1957年および1959年にそれぞれ新潟鐵工所にて製造された。軸配置B-B。日本のディーゼル機関車としては初期に製作されたもので、現存するものは珍しいロッド駆動式である。DD351号機は機械故障のため現在休車中。

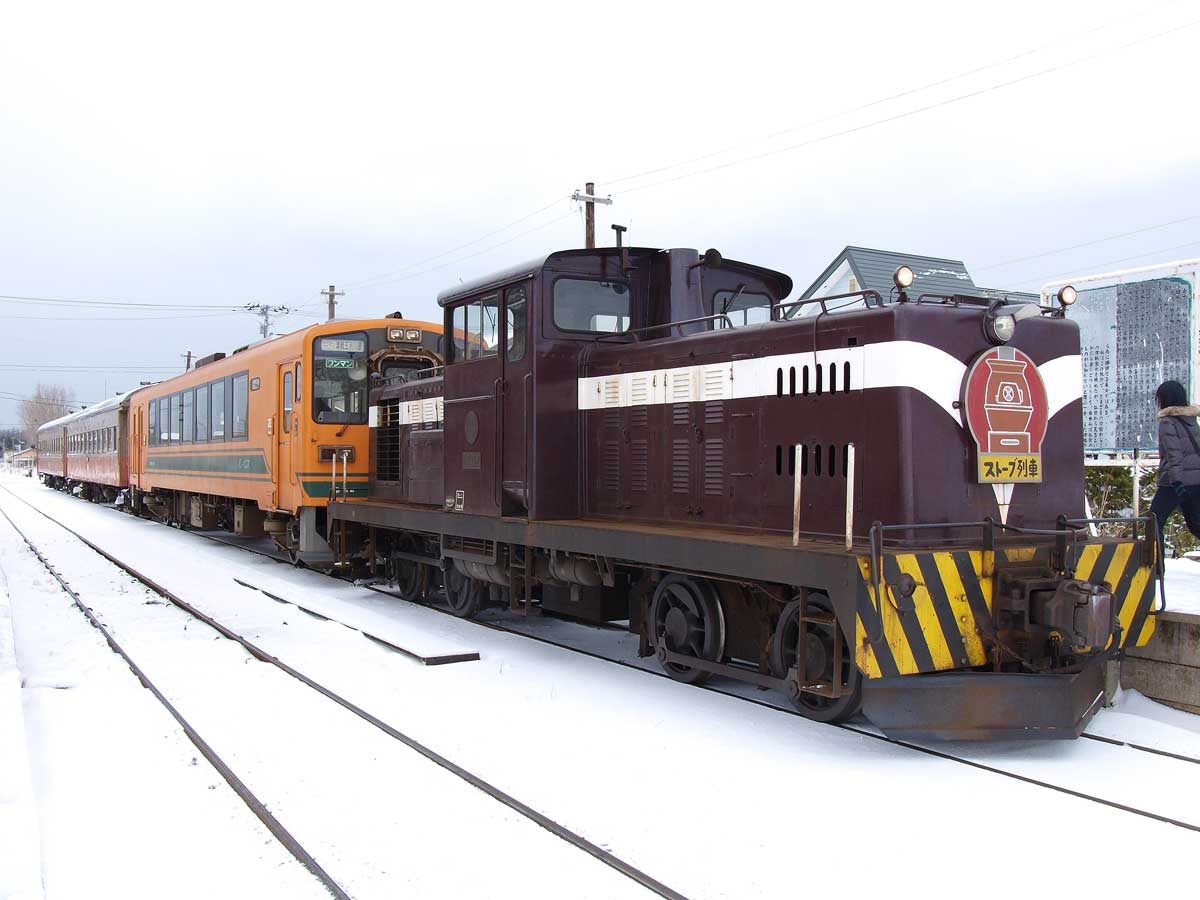
ストーブ列車を牽引するDD350形

#### 客車

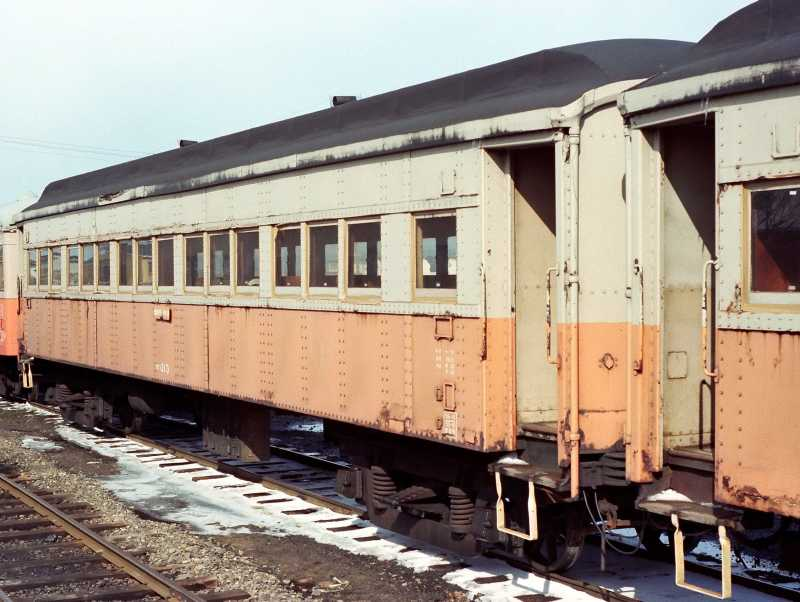
オハ31 3（1983年）

オハフ33形（1）
1948年に新潟鐵工所で製造された元国鉄オハフ33 520（末期は電気暖房装備で2520に改番）で津軽鉄道には1983年に譲渡されている。機関車に暖房用蒸気供給設備がないためダルマストーブを設置している。
オハ46形（2・3）
1954年および1955年にそれぞれ製造された。オハ46 2が元オハ46 2612、オハ46 3が元オハ46 2662で津軽鉄道には1983年に譲渡されている。ダルマストーブを設置しているのはオハフ33と同様である。
ナハフ1200形（1202・1203）
1928年に川崎造船所で製造された元西武鉄道151系である。1965年（昭和40年）7月に譲渡された1157・1155・1158の3両を、運転台撤去の上でロングシートのまま客車化している。暖房はダルマストーブではなくウェバスト式暖房装置を設置している。主に気動車に牽引されていたが、輸送量の減少で使用頻度が減り、1995年に1201が廃車され、以降、津軽五所川原駅で倉庫として使用されている。2016年現在は1202・1203が保留車となっている。

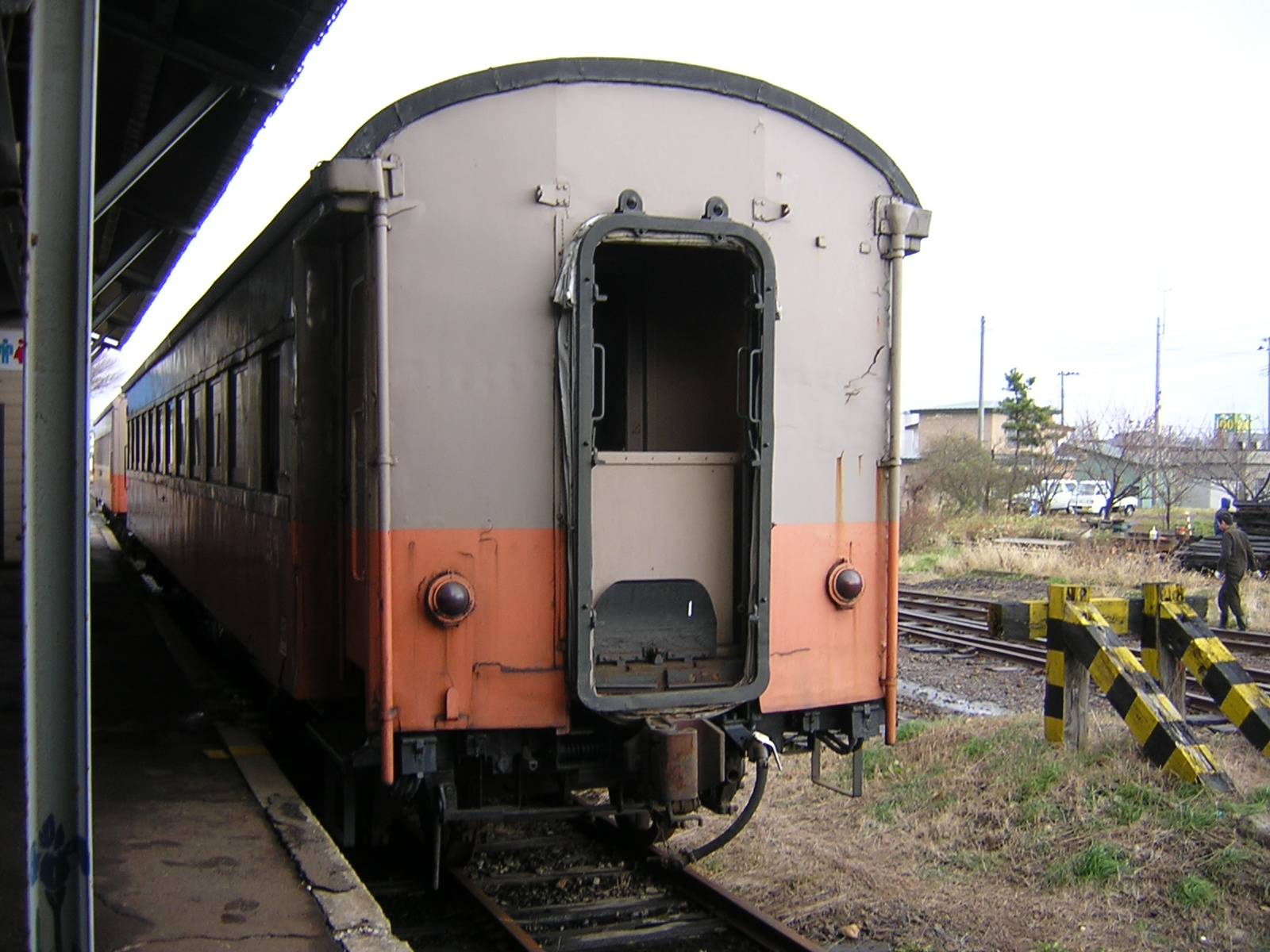
オハフ33 1
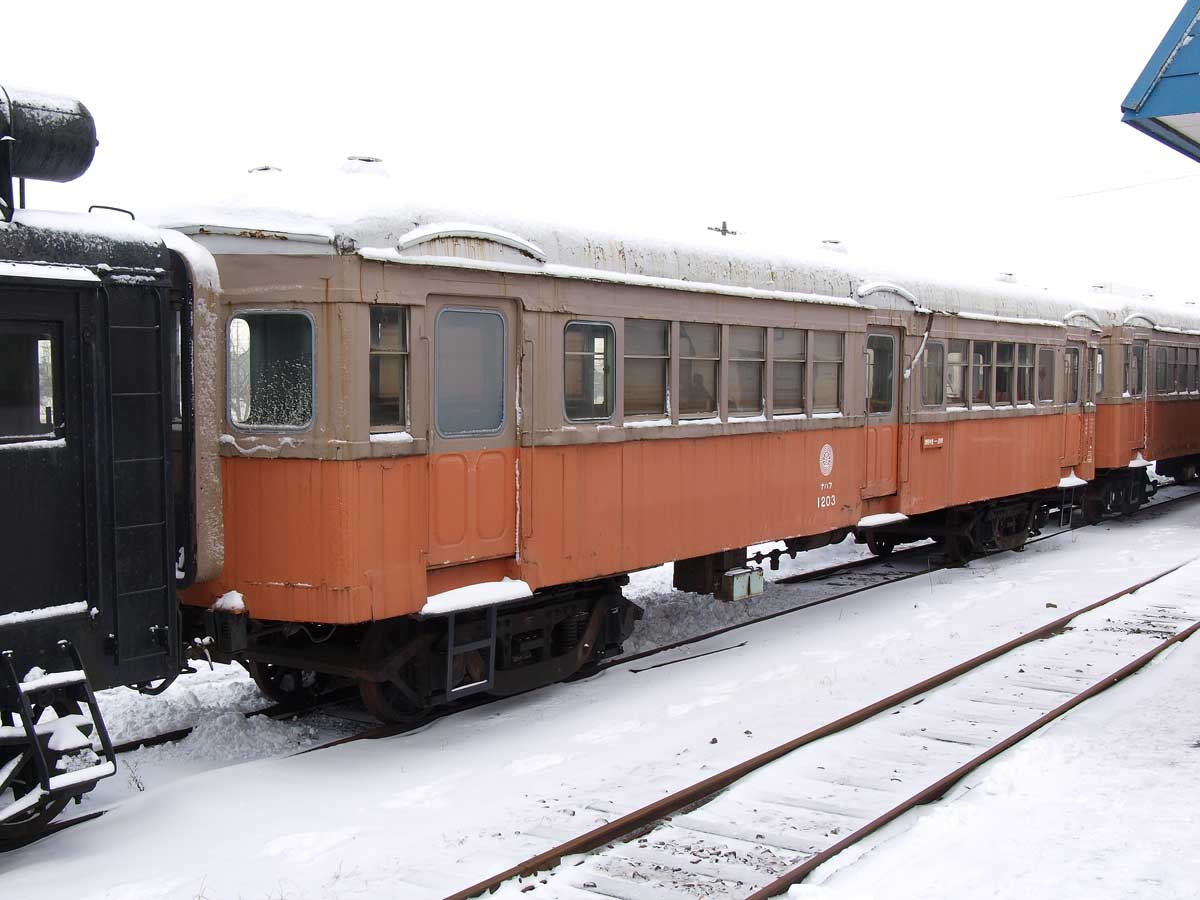
ナハフ1203

#### 貨車

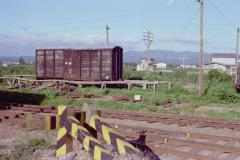
ワム3（1977年）
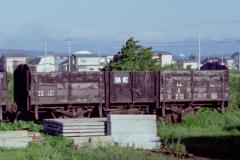
トム1（1977年）

鉄道統計年報によると、2017年3月31日現在、無蓋車3両、タンク車1両、特殊車1両が在籍する。
タム500形（501）
元国鉄タム2848で、1956年に製造された。国鉄時代では日本石油輸送(JOT)私有であり、沼垂駅常備からはじまり後年は中島埠頭駅常備であった。津軽五所川原駅構内にある車庫付近の道路が整備されていなかったため、それまでは使用する燃料を国鉄より貨車輸送していたが、五能線の貨物輸送が廃止されたことから津軽飯詰駅より社線内輸送するために1984年に購入している。現在は道路も整備されたために稼動していない。
トム1形（1 - 3）
1929年、日本車輌製造支店製の国鉄トム1形の同形車で、開業用として12両（トム1 - 12）が製造された。国鉄直通貨車としても使用され、番号に二重下線が引かれている。
キ100形（101）
元国鉄キ120で、1933年に鉄道省大宮工場で製造、1967年に譲渡された。現存する数少ない戦前製の雪かき車。2000年代には本線上の運転が不可能となり、しばらく車籍の無いモーターカーで除雪をおこなっていたが、現在（詳細年次不明）は本線復帰しイベント用として運用されているほか、機関車や津軽21形の推進により本来の除雪用にも使っている。

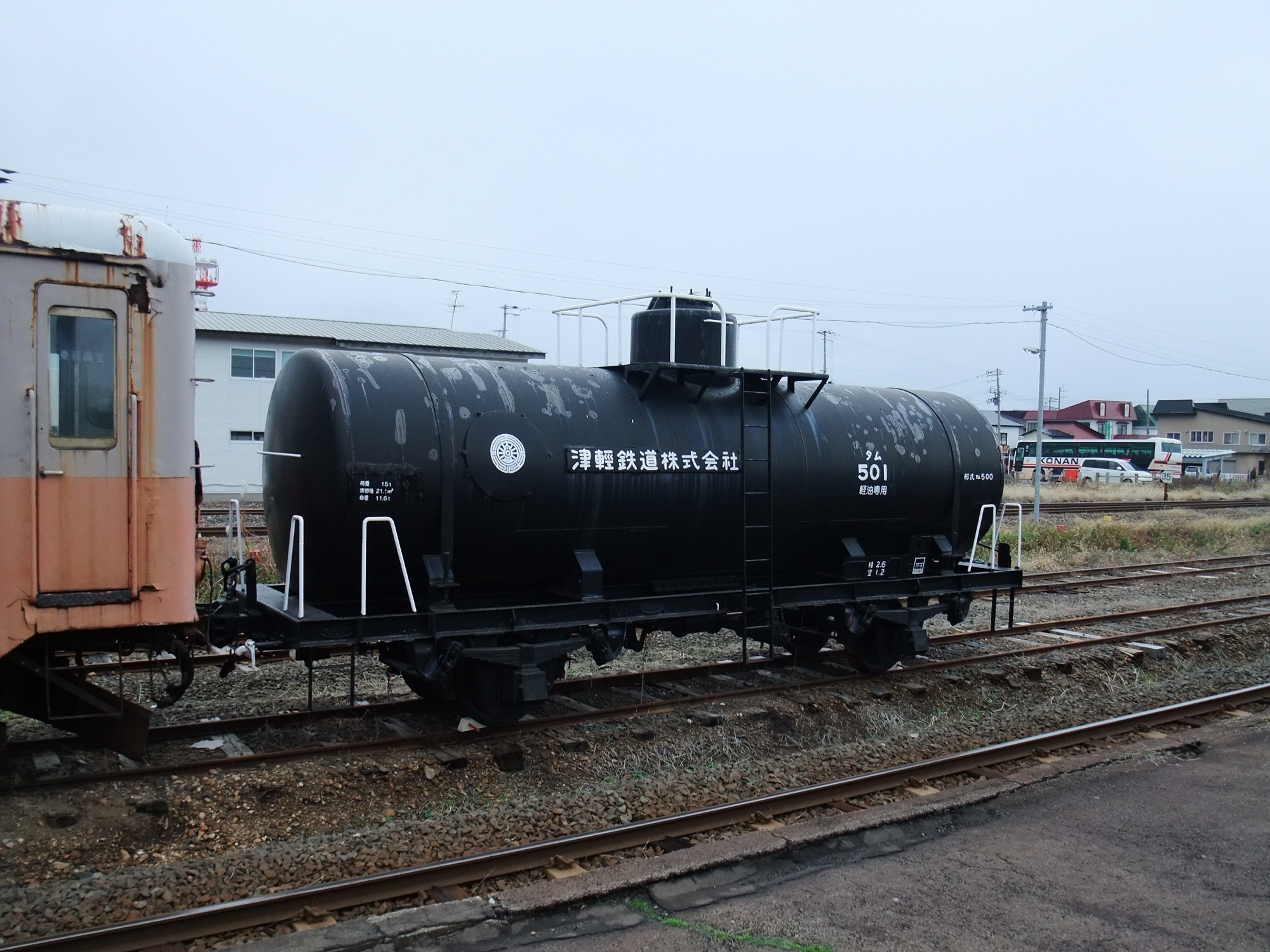
タム501
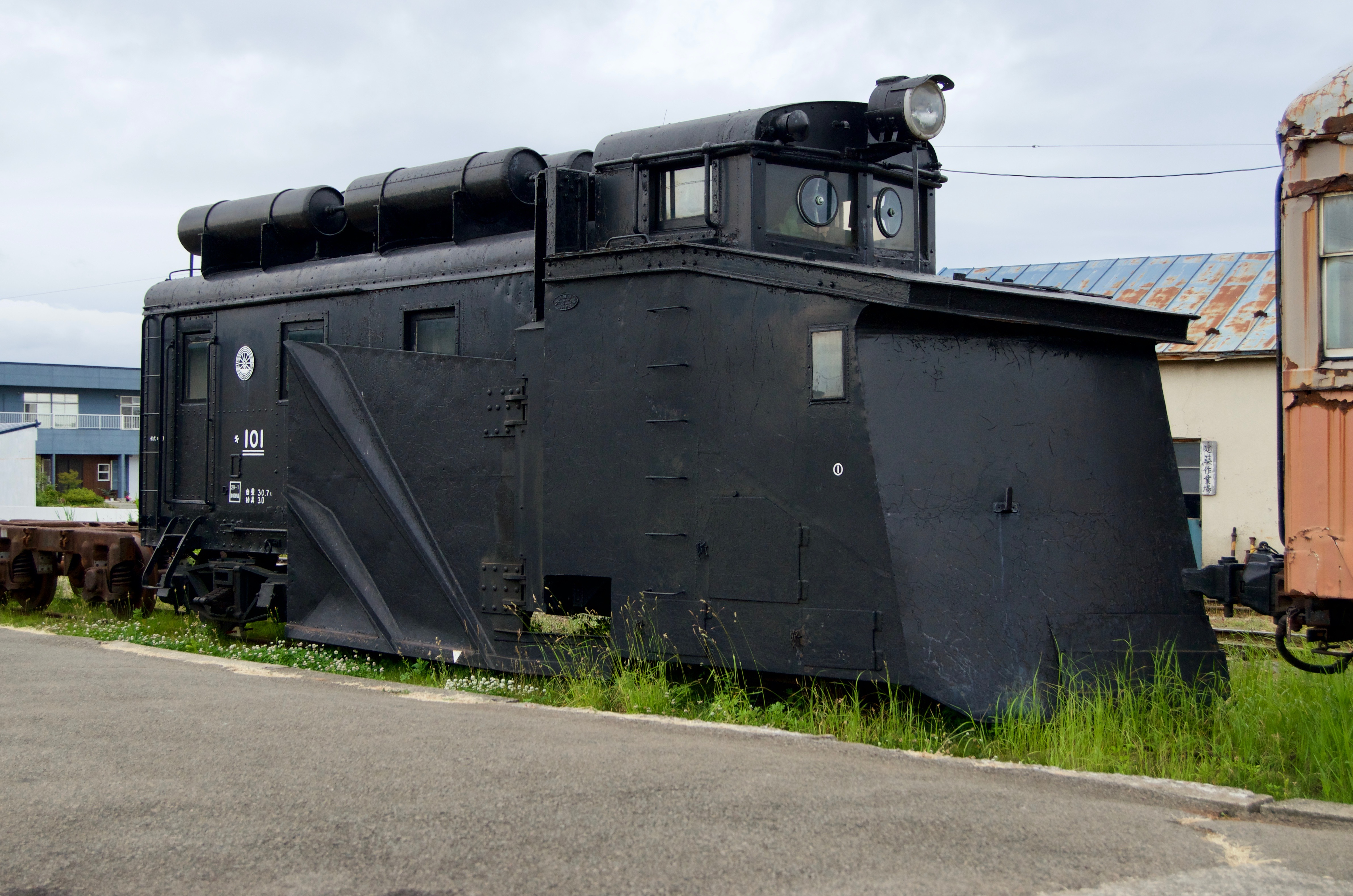
キ101

### 過去の車両

#### 気動車
キハ2400形（2402・2403）
1950年10月に新潟鐵工所にて新造された半鋼製ボギー車。全長は16.2m、長さは3.75m、幅は2.74mであり、エンジンは、日野DA55A(115PS)を1基搭載し、台車はTR26である。当初は主力車として運用されたが、キハ24000形を導入した際、客車代用となり、2402は1971年に廃車、2403も1975年11月に廃車となり、形式消滅した。
なお、山鹿温泉鉄道がほぼ同時期に同メーカーで類似車両2両を製造しており、同線廃止後の1965年に新潟鐵工所経由で津軽鉄道が譲受する計画があった。新潟鐵工所大山工場で改造工事も進んでいたが、山鹿では長期にわたって放置されており、老朽化が進行していたせいか途中で工事放棄され、24000形の増備で代替されることになった模様である。
キハ24000形（24021 - 24024）
1962年 - 1967年にかけて新潟鐵工所にて新造された。国鉄キハ20形・21形に原設計の多くを負った類似系列であるが、一段上昇窓を備えることが特徴。津軽鉄道初の総括制御可能な液体式気動車である。全長は20.0m、エンジンはDMH17C(180PS)を1基搭載し、台車はDT22である。変速機は新潟コンバータDF115であったが、23、24の変速機は、振動を抑制するフライホイール追加型のDBF-115であった。1992年4月にワンマン運転が開始されると、朝夕のラッシュ時のみの運行となっていたが、津軽21形の新造にともない、24021・24024が1997年2月20日に、24022・24023が2000年3月31日をもって廃車となり、形式消滅した。
キハ24000形（24025・24026）
- キハ11 31・32 → キハ24000 24025・24026

1975年に国鉄千葉気動車区より2両払い下げを受けた車両。寒冷地向けや、トイレ撤去などを新潟鐵工所で改造後、入線。主に2両固定で運用されていたが、キハ22形の入線にともない、1990年1月31日をもって廃車となり、形式消滅した。
キハ22形（22027・22028・22029）
1989年12月に東日本旅客鉄道（JR東日本）より譲受した車両。1992年4月に新潟鐵工所の出張工事でワンマン改造され、デッキ付近をロングシートとした。また、JR東日本から譲受した際、以下のとおり改番を受けている。
- キハ22 156 → キハ22 22027

この車両は秋田内陸縦貫鉄道の開業時に同社に貸し出され、その後津軽鉄道に移籍してきた。すでに廃車となって、津軽五所川原駅に留置されている。
- キハ22 169 → キハ22 22028

1997年にテレビ番組『SMAP×SMAP』の特別企画で、男性アイドルグループ・SMAP（スマップ）の香取慎吾と地元小学生が塗装したイラスト車両になった。その後、貫通ドアの塗装剥離や社紋の追記などの手直しがおこなわれたものの、ほぼそのままの塗装で「キャンバス号」として運行されていたが、津軽21形の導入にともない、2000年3月31日をもって廃車となった。金木駅に留置されたのち、現在は嘉瀬駅に留置されている。
2017年にテレビ番組『おじゃMAP!!』の企画で香取慎吾と当時の小学生とその子供達が塗装剥離の上、塗装し直した。その際、廃車当時、アイドルが塗装したということで人気が高く、修復工事を受けて運用を続ける予定だったが、修復工事をするには車体塗装を塗り直す必要があったため地元住民らの反対にあい、修復工事は中止となったことが番組内で明かされた。
- キハ22 228 → キハ22 22029

この車両は、1999年夏まで車体腰板部分にイラストを描き「アート・トレイン」のヘッドマークをつけて運行されていた。2007年に廃車され、五所川原駅側線に留置された後、2009年7月に車体を2分割に解体の上搬出され、解体業者の所有地に保管されている。
- キハ22027

#### ディーゼル機関車
DC20形（DC201・DC202）
1952年に新潟鐵工所にて新造されたディーゼル機関車。車体は箱型でDMH17形エンジンを1基備えるロッド駆動方式。DC202は1961年に、DC201は1964年に東野鉄道に譲渡された。

#### 客車
1929年に武蔵野鉄道（現在の西武鉄道の前身）より木製2軸客車を購入した。
ハ1形
- ハ1-4 1914年大日本軌道製
- ハ5-8 1900年天野工場製
- ハ9-11 1897年新潟工場製

ハフ1形
- ハフ1-4 1-3は1914年大日本軌道製4は1915年天野工場製

1954年に国鉄と弘前電気鉄道より木製ボギー客車（鉄道院基本形客車）を譲り受ける。
ホハ12000形（12001・12002）
元国鉄ホハ12068（1910年大宮工場製）・12074（1911年大宮工場製）
ナハフ14100形（14101）
元国鉄ナハフ14355（1911年汽車東京製）
ナハフ14100形（14102）
弘前電気鉄道サハフ301。その前が国鉄ナハフ14101（1910年大宮工場製 ）
オハ31形
元国鉄オハ31で、1960年に津軽鉄道に3両が入線。オハ46が入線する1983年までストーブ列車で使用されていた。1983年11月21日付で全車廃車となり、元国鉄オハ31 26のオハ31 1が青森県金木町の芦野公園で保存されていたが、2007年10月から埼玉県さいたま市の鉄道博物館で国鉄時代の姿に復元整備され展示されている。
- オハ31 3（1983年）

#### 貨車
ワム1形
1929年、日本車輌製造製の木造有蓋車で、開業用として6両（ワム1 - 6）が製造された。車体は国鉄ワム1形に準じている。2012年現在、ワム5が現存している。
ユキ15形雪かき車（キ1）
1930年の開業時に製造されたラッセル式雪かき車。日本車輌製造製の雪かき車としては唯一の存在。1968年に廃車。
- ワム3（1977年）
- トム1（1977年）

## 活性化に向けた取り組み
行政側からは1981年、五所川原市において「津軽鉄道を存続させる会」が設立され、1990年に名称を「津軽鉄道活性化協議会」に改めた。
2018年1月からは五所川原市と中泊町職員による「津鉄ア・モーレ」が結成され、InstagramフォトコンテストやYoutubeチャネルでの動画配信などが行われている。
市民側からは2006年1月、津軽鉄道の存続を願う市民の気運を盛り上げる目的で、「津軽鉄道サポーターズクラブ」が発足した。イベント列車の紹介や企画の検討などを行い、全国の鉄道愛好者と連携して乗客増を図っている。

## 企画乗車券
自社線内を発着する一日乗車券や特別企画乗車券については、「コロプラ☆乗り放題1日フリーきっぷ」（開始時は発売・利用とも2014年4月1日 - 2016年3月31日という設定だったが毎年1年延長され、2021年11月時点の終了予定日は2022年3月31日となっている）や、津軽中里駅で月に1回開催される「中泊大集合市」開催日限定の一日乗車券といった期間限定のものを発売したり、開業記念の企画で発行したりすることがある。ただし、通年発売の乗車券は無い。
なお、JR東日本で発売している「津軽フリーパス」は、津軽鉄道線津軽五所川原 - 金木間がフリーエリアに含まれている。ただし、「津軽フリーパス」で、ストーブ列車への乗車はできないので、「ストーブ列車」に乗車する場合は、改めて乗車券を購入しなければならない。
また、春休み、夏休み、秋休み、冬休み期間に中学生、高校生が子供運賃で乗車できる割引制度「中・高校生お出かけ割り」がある。

## その他
- 津軽鉄道本社1階の旧津鉄観光車庫跡に2009年4月18日、コミュニティーカフェ「でる・そーれ」が開業した。なお、本社内にはNPO法人「津軽半島観光アテンダント推進協議会」が入っている。
- 2009年4月27日、車掌とは別に車内で沿線の観光案内などを行うガイドの募集を開始し、採用者は、同年6月から最長2012年3月31日までの予定で「奥津軽トレインアテンダント」として乗務を開始した[22][23]。2012年4月から「津軽半島観光アテンダント」として引き続き乗務している[24][25]。
- 2020年8月、バーチャルYouTuberの青森りんこによる「バーチャル津鉄旅」を実施[26]。同年に制作した車窓からの風景をネット配信する「仮想乗車」の動画を再編集し、青森りんこを登場させたものである。9月にはレール・オーナー制度によって金木駅から芦野公園駅までに「青森りんこ区間」が設定された[27]。2020年度中の寄付総額は286万円に上り、前年度比で約20倍の寄付を集めた[28]。